# قانون إعلام

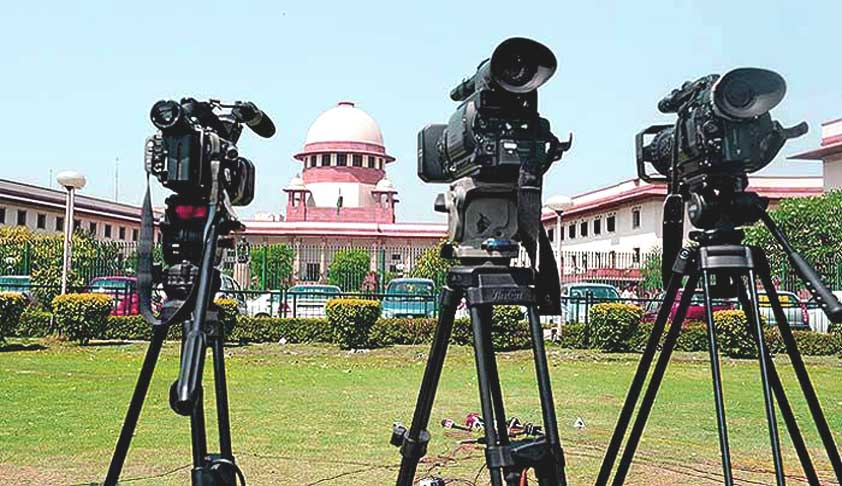
صورة تظهر بث مباشر من أمام محكمه سوبريم.

قانون إعلام  (بالإنجليزية: Entertainment law)‏ هو قانون ينظم حماية المعلومات الشخصية والعامة والاتصالات ويشكل بذلك جزءا من الحقوق العامة والقانون المدني والقانون الجنائي. وتعتبر إحدى مشكلاته التطور الكبير السريع في وسائل الإعلام والتي يلتفت إليها المشرع متأخرا بعض الوقت. وينقسم قانون الإعلام إلى إطارات مثل حقوق الملكية الفكرية وهي تنتمي إلى القانون المدني وحقوق البث والنشر والاتصالات وهي تنتمي إلى قانون الإداري.
قانون الأعلام بمعناه التقليدي يتلخص في حرية دور النشر والبث مثل الصحافة والإذاعة والتلفزيون وصناعة السينما ثم نشأت أوساط جديدة وتنتمي إليها مثل الأنترنت وملتيميديا.
ويهتم تنظيم أهداف حقوق أوساط الإعلام بضمان بنية تحتية للاتصالات تكون متمتعة بحرية في الاستخدام بحيث تضمن تعددية الآراء وحرية الفكر وحماية مستخدمي وسائل الإعلام وحماية الملكية الفكرية.
ويهتم حق الاتصالات أساسا بالناحية التقنية للاتصالات التي عن طريقها تنتقل المعلومات. وتؤثر تلك الإطارات بإطار الملتيميديا وتتداخل فيها.

## تنظيمات في أوروبا

### صحافة ودور النشر والإذاعة
يعتمد قانون الصحافة وكذلك قوانين حقوق النشر والإذاعة على قوانين حماية الملكية الفكرية. وفي إطار قانون الإذاعة والتلفزيون يدخل فيه حماية الملكية الفكرية وتنظيم الميزانية المخصصة وتحديد التحصيلات المالية من الجمهور.

### الفنون التشكيلية والتصوير والفيلم والموسيقى
يقع الإنتاج الفني في تلك القطاعات في إطار قانون حماية الملكية الفكرية. وتوجد هنا عدة قوانين تنظم الحقوق في تلك المجالات، وتدخل من ضمنها حقوق الماركة المسجلة، وحقوق الاختراع، وحق المنافسة وحق العينة الاختبارية، والتي تعتبر أصلا لا تمس من قريب بحقوق الكتابة والنشر.

### الإنترنت والأوساط الاعلامية
من ضمن تلك القوانين المتعلقة بالإنترنت ووسائل الإعلام العامة الحقوق الشخصية وحفظ السمعة الشخصية. فيتكئ عمل الأوساط الإعلامية مثل الصحافة على المصداقية والدقة في نشر الأخبار، وهي تجسد مسؤولية نشر حدث معين. فتطهر المصداقية والأمانة في النشر بصفة خاصة في حالات الاشتباه والتي تستوجب مراعاة الدقة.
ومن الناحية المبدئية فإن ناشر الخبر مسؤول عما يقوم بنشره شخصيا. وعندما تقوم وسيلة إعلامية بنشر خبر منها أو مأخوذ عن مصدر آخر فهي تحمله مسؤولية غشاعة الخبر، وتتجسد تلك الحقوق في قوانين تراعي ذلك.
يقدم القانون إلى المتضرر من نشر خبر غير صحيح عنه مساعدات حقوقية بغرض الحفاظ على حقوقه وبالتالي الحفاظ على ملكيته الفكرية أمام أوساط الإعلام. ويفصل القانون بعدم تكرار ما أشيع من معلومات غير صحيحة أو شبهات، وقد يقضي القاضي بدفع غرامة مالية إلى المتضرر. كما من حق المتضرر أن تقوم الوسيلة الإعلامية التي قامت بنشر خبر كاذب إعادة نشر في صورة صحيحة.